# HMS Fame (H78)
Pour les autres navires du même nom, voir HMS Fame.
Le HMS Fame (pennant number H78) est un destroyer de classe F lancé pour la Royal Navy en 1934.

## Conception
Le Fame est commandé, dans le cadre du programme naval de 1932, le 17 mars 1933 pour le chantier naval de Vickers Armstrong de Newcastle-on-Tyne en Angleterre. La pose de la quille est effectuée le 5 juillet 1933, le Fame est lancé le 28 juin 1934 et mis en service le 26 avril 1935.
Il est parrainé par la communauté civile de Stratford-on-Avon dans le Warwickshire, dans le cadre de la Warship Week (semaine des navires de guerre) en février 1942.
Le Fame est un des 9 navires de la classe F, version allongée de la classe A de 1927 et sur la classe D précédente, permettant d'améliorer leur endurance. La classe F est une répétition de la  classe E avec quelques différences mineures Ses quatre canons, en affût simple, sont de 120 mm. Ils sont superposés deux à la proue et les deux autres à la poupe. Deux plateformes de tubes lance-torpilles quadruples de 533 mm sont présentes dans l'axe du navire, installées après les deux cheminées et séparées par une plateforme projecteur. Il n'est pas équipé à l'origine comme dragueur de mines.
Les destroyers des classes F déplacent 1 428 t en charge normale et 1 970 t en pleine charge. Ils ont une longueur totale de 100,3 mètres, une largeur de 10,1 mètres et un tirant d'eau de 3,8 mètres. Ils sont propulsés par deux turbines à vapeur à engrenages Parsons, chacune entraînant un arbre d'hélice, utilisant la vapeur fournie par trois chaudières à trois tambours Almirauty qui fonctionnent à une pression de 20,7 bar et à une température de 327 °C. Les turbines développent une puissance totale de 36 000 chevaux-vapeur (27 000 kW) et atteignent une vitesse maximale de 35,5 nœuds (65,7 km/h). Les destroyers transportent un maximum de 470-480 tonnes de mazout, ce qui leur donne une autonomie de 6 350 milles marins (11 760 km) à 15 noeuds (28 km/h).L'effectif du navire est de 145 officiers et matelots.
Une modernisation de temps de guerre est opérée dès 1940. À partir de mai 1940, le banc arrière des tubes de torpilles est retiré et remplacé par un canon antiaérien QF de 12 livres 20-cwt, le mât arrière et la cheminée étant coupés pour améliorer le champ de tir du canon. Quatre à huit canons Oerlikon QF de 20 mm sont ajoutés aux navires survivants, remplaçant généralement les supports de mitrailleuse de calibre .50 entre les cheminées. Au début de la guerre, le stockage des grenades sous-marines est passé à 38. En 1943, on lui enlève son canon "Y" sur le pont arrière pour permettre un stockage supplémentaire de grenades sous-marines et l'installation de deux lanceurs de grenades sous-marines supplémentaires. Le canon de 12 livres est retiré pour permettre l'installation d'un radiogoniomètre Huff-Duff sur un mât principal court et pour permettre le stockage de charges sous-marines supplémentaires. On remplace son canon "A" ou "B" par un mortier Hedgehog anti-sous-marin, et sa tour de contrôle et son télémètre au-dessus du pont sont retirés en échange d'un radar de repérage de cible Type 271. Un radar de recherche de surface à courte portée de type 286, adapté du radar ASV de la Royal Air Force, est également ajouté.

## Histoire
Le Fame est commandé le 17 mars 1933 à la Parsons Marine Steam Turbine Company, bien que sa coque soit sous-traitée à Vickers Armstrong. Il est lancé le 28 juin 1934, le même jour que son navire-jumeau (sister ship) , le HMS Firedrake, et achevé le 26 avril 1935.
Le Fame est d'abord affecté à la 6e Flottille de destroyers (6DF) de la Home Fleet (Flotte intérieure), bien qu'il doit faire modifier ses treuils à munitions au Devonport Royal Dockyard, l'arsenal royal de Devonport du 23 juillet au 28 août 1935.
Le navire est envoyé en renfort de la Mediterranean Fleet (Flotte méditerranéenne), avec la plupart de ses navires-jumeaux, pendant la crise d'Abyssinie entre le royaume d'Italie (Regno d'Italia) et l'Empire éthiopien (alors connu sous le nom « d'Abyssinie » en Europe).
Le Fame est réaménagé à Devonport du 20 juillet au 10 novembre 1936 avant de retourner en Méditerranée et naviguer dans les eaux espagnoles pour faire respecter l'embargo sur les armes imposé aux deux camps pendant la guerre civile espagnole par les décrets du Comité international pour la non-intervention jusqu'en janvier 1937.
Il se rend à Aarhus, au Danemark, en juillet avant de retourner dans les eaux espagnoles en août-septembre. Le navire est ensuite rentré au Royaume-Uni et passe les deux années suivantes au sein de la 6e Flottille de destroyers.
Le 6e Flottille de destroyers est renuméroté 8e Flottille de destroyers en avril 1939, cinq mois avant le début de la Seconde Guerre mondiale. Le Fame lui reste attribué jusqu'en juillet 1940, en escortant les plus grands navires de la Flotte.

### Seconde Guerre mondiale
Dans la campagne de Norvège, le Fame soutient le débarquement allié des 12 et 13 mai à Bjerkvik pendant la bataille de Narvik. Il continue à fournir un appui-feu pendant la bataille pendant le reste du mois. Dans les nuits du 30 et 31 mai, le navire aide à évacuer les troupes de Bodø vers Harstad et Borkenes en attendant une nouvelle évacuation. Le Fame est l'un des navires qui escortent les navires de transport de troupes évacuant les troupes de la région de Narvik les 7 et 8 juin.
Le 6 juillet, alors qu'il est à la recherche du sous-marin Shark endommagé, il est gravement endommagé par des éclats de bombe et part en réparation jusqu'au 10 octobre. Une semaine plus tard, il s'échoue, avec le destroyer Ashanti, sur la côte du Northumberland alors qu'il escorte le cuirassé King George V. Le navire est gravement endommagé et ne peut être renfloué que le 1er décembre. Le Fame reçoit des réparations temporaires à Sunderland avant d'être remorqué au Chatham Royal Dockyard, l'arsenal royal de Chatham, le 2 février 1941. Lourdement surchargé, le chantier naval prend près de 18 mois pour réparer le navire, bien que la décision de le convertir en destroyer d'escorte pendant cette période contribue au temps nécessaire.
En septembre 1942, le Fame termine ses réparations et il est affecté au Escort Group B6 (Groupe d'escorte B6) avec son capitaine, le Commander R. Heathcote, comme officier supérieur du Groupe. Sa première action de protection de convois dans l'Atlantique a lieu avec le convoi SC 104, une bataille de convoi majeure qui voit la perte de 8 navires, dont 2 navires de guerre endommagés, et 2 U-Boote détruits, et 2 autres endommagés et contraints à rompre le combat. L'ASDIC du Fame localise le sous-marin allemand U-353 le 16 octobre et une attaque de 10 grenades sous-marines le force à remonter à la surface où il est éperonné et coulé par le Fame. L'impact a gravement endommagé le destroyer et il est forcé de quitter le convoi pour des réparations après avoir sauvé 39 survivants de l'U-Boot. Ses réparations sont achevées en décembre et, alors qu'il escorte le convoi ON 155, il est envoyé à l'aide du convoi ON 154, qui est fortement attaqué. Le Commander Heathcote reçoit l'ordre de prendre le commandement de l'escorte après que le commandant du Escort Group C1 (Groupe d'escorte C1) se soit effondré d'épuisement après une bataille de cinq jours, au cours de laquelle le convoi ON 154 a perdu 14 navires pour un U-Boot détruit.
En février 1943, le Groupe d'escorte B6 escorte le convoi ONS 165, qui perd deux navires pour deux U-Boote détruits. Le Fame coulé l'un d'entre eux, le U-69, le 17 février. Le Fame est réaffecté à la patrouille dans les approches du sud-ouest en mai 1944 dans le cadre du débarquement de Normandie et devient le navire principal du 14e Groupe d'escorte. Pendant cette période, le Fame participe au naufrage du U-767 en attaquant avec ses Hedgehog, au nord-ouest des Sept-Îles (près de Perros-Guirec), avec les destroyers Inconstant et Havelock, le 18 juin. Le mois suivant, le Fame est transféré sur la côte Ouest de l'Écosse, où il reste jusqu'à la fin de la guerre.

### Après-guerre
Le Fame commence un carénage à Leith en mai 1945 qui dure jusqu'en août. Contrairement à la plupart des destroyers d'avant-guerre, il reste en service actif et est affecté à la Force d'escorte de Rosyth jusqu'en octobre, date à laquelle il est transféré à la flottille d'entraînement de Londonderry. Un mois plus tard, le Fame devient le navire d'officier supérieur de la 3e Flottille au port de Londonderry. Le navire est réduit à la réserve en mai 1947, mais il est réactivé un an plus tard et réaménagé en juin 1948.
Avec le destroyer Hotspur, il est vendu le 4 février 1949 à la République dominicaine pour 190 000 livres sterling pour les deux navires, plus 40 000 livres sterling supplémentaires pour le réaménagement de chaque navire. À cette époque, le navire transporte un radar d'alerte aérienne de type 291 et un radar américain de recherche en surface SG-1. Il est armé de trois canons de 4,7 pouces, de quatre canons légers Bofors de 40 millimètres, d'un quadruple support de torpilles de 533 mm, de quatre lanceurs de grenades sous-marines et de deux rails pour 70 grenades sous-marines. Le navire est rebaptisé Generalisimo, mais, après la mort du Président de la République dominicaine Rafael Trujillo le 31 mai 1961, le navire est rebaptisé Sanchez en 1962. Le navire est mis au rebut en 1968.

### Honneurs de bataille
- NORWAY 1940
- ATLANTIC 1942-44
- NORMANDY 1944

### Participation auxconvois
Le Fame a navigué avec les convois suivants au cours de sa carrière:
1. Convoi HN 18
2. Convoi HX 217
3. Convoi HX 227
4. Convoi HX 251
5. Convoi HX 257
6. Convoi HX 281
7. Convoi HX 286
8. Convoi ON 132
9. Convoi ON 154
10. Convoi ON 155
11. Convoi ON 165
12. Convoi ON 194
13. Convoi ON 206
14. Convoi ON 212
15. Convoi ON 218
16. Convoi ON 229
17. Convoi ON 1(Nor)1
18. Convoi ONS 1
19. Convoi ONS 17
20. Convoi ONS 29
21. Convoi SC 104
22. Convoi SC 116
23. Convoi SC 125
24. Convoi SC 145
25. Convoi SC 148
26. Convoi SC 151
27. Convoi TC 3

### Commandement
- Commander (Cdr.) Philip Norman Walter (RN) du 28 juillet 1938 au 6 juillet 1940
- Commander (Cdr.) Cecil Athos Newcome Chatwin (RN) du 6 juillet 1940 à fin 1940
- Commander (Cdr.) Ralph Heathcote (RN) du 10 août 1942 au 14 juillet 1943
- Commander (Cdr.) Robert Alexander Currie (RN) du 14 juillet 1943 à avril 1945
- Lieutenant Commander (Lt.Cdr.) John Anthony Luther (RN) de avril 1945 au 12 juin 1945
- A/Lieutenant Commander (A/Lt.Cdr.) Roland Lindsay Boddy (RN) du 12 juin 1945 au 11 septembre 1945
- Commander (Cdr.) John Grant (RN) du 11 septembre 1945 au 31 octobre 1946